# Regierung Richard Bienert
Die Regierung Richard Bienert, geführt vom Ministerpräsidenten Richard Bienert, war im unter deutscher Herrschaft stehenden Protektorat Böhmen und Mähren vom 19. Januar 1945 bis Kriegsende im Amt. Sie folgte der Regierung Jaroslav Krejčí.

## Geschichte
Krejčís Nachfolger als Ministerpräsident wurde im Januar 1945 der vormalige Prager Polizeipräsident Richard Bienert. Er war letzter Regierungschef des Protektorats Böhmen und Mähren. Da das Protektorat knapp außer Reichweite alliierter Bomber lag, lieferte dessen Wirtschaft bis zum Kriegsende beinahe ungestört wichtige Kriegsgüter. Bienert wurde am 5. Mai 1945 auf seinem Weg zum Rundfunk verhaftet, wo er offiziell das Ende des Protektorats verkünden wollte.

## Regierungszusammensetzung
- Richard Bienert, Ministerpräsident und Innenminister (19.1.1945 – 5.5.1945)
- Josef Kalfus, Finanzminister (19.1.1945 – 5.5.1945)
- Walter Bertsch, Minister für Wirtschaft und Arbeit (19.1.1945 – 5.5.1945)
- Jaroslav Krejčí, Justizminister (19.1.1945 – 5.5.1945)
- Emanuel Moravec, Minister für Schulwesen und Volksaufklärung (19.1.1945 – 5.5.1945)
- Adolf Hrubý, Landwirtschaftsminister (19.1.1945 – 5.5.1945)
- Jindřich Kamenický, Minister für Transport und Technik (19.1.1945 – 5.5.1945)

### Parteizugehörigkeit
Im Protektorat waren alle politischen Parteien verboten und durch die Einheitspartei Národní souručenství (deutsch: Nationale Gemeinschaft) ersetzt, der alle Minister zwangsweise angehörten.